# Plato paceño
El plato paceño es un plato tradicional del departamento de La Paz, Bolivia.

## Ingredientes
Los ingredientes del plato paceño son carne de res frito, queso frito, choclo, papa hervida con cáscara y habas cocidas con cáscara. Se suele acompañar con llajua.

## Historia
El origen del plato paceño se remonta al cerco liderado por Túpac Katari y Bartolina Sisa que La Paz sufrió en 1781. El cerco duró más de tres meses y, al faltar los alimentos y crecer el hambre entre los pobladores, el entonces alcalde Sebastián Segurola mandó llamar a todos los propietarios de haciendas próximas a la ciudad para que recolectasen todos los alimentos posibles. Se dice que se recolectaron choclos, habas, papas y quesos de oveja y fue así como surgió el tradicional plato paceño. Posteriormente, en el siglo XIX, se añadió la carne al plato, aunque tal añadidura no está del todo aceptada. De la misma manera, se pasó de consumir queso de oveja a queso de vaca con los años.  
Otra hipótesis sobre el origen del plato la sugiere el historiador boliviano Milton Eyzaguirre, quien afirma que en realidad el plato paceño es una derivación del aphtapi.
Actualmente, el plato se consume en la festividad de Alasita, que se celebra cada 24 de enero.

## Influencia cultural
Entre los años 1940 y 1950 se usaba la frase "esa chica es un plato paceño" para denominar a una persona excesivamente delgada: una persona que no tiene carne (dado que no el plato paceño en origen no lleva carne)
En la década de 1950 el dramaturgo boliviano Raúl Salmón escribió una obra costumbrista denominada Plato paceño.
En 2015, el escritor y realizador cinematográfico Carlos Piñeiro estrenó un cortometraje multipremiado titulado Plato paceño.